# Peter Reynolds
Peter Reynolds (n. 2 ianuarie 1948 – d. 1 mai 2012) a fost un înotător ce a reprezentat Australia, medaliat olimpic. A participat la o ediție a Jocurilor Olimpice (1964) în care a câștigat două medalii de bronz.